# Carnuți

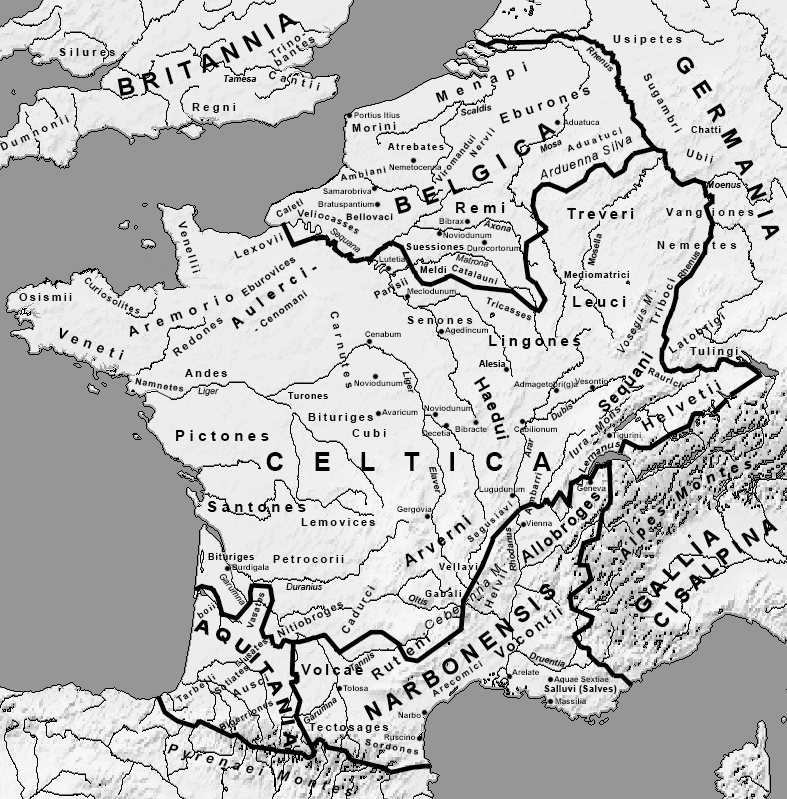
Harta Galiei cu pozițiile triburilor galice marcate.

Carnuții (latină CARNVTES) au fost unul dintre mai multe triburi ale galilor, care a locuit într-o arie vastă între fluviile Sena și Loara, pe teritoriul actualelor departamente Eure-et-Loir, Loiret și Loir-et-Cher. Teritoriul ocupat de carnuți a fost perceput de către romani ca centrul politic și religios al popoarelor locuitoare de Galia. Cetățile principale are carnuților au fost Cenabum (astăzi Orléans) și Autricum, al cărei nume de astăzi, Chartres, derivă direct din numele tribului care a fondat-o. În fiecare an marile adunari ale druizilor aveau loc într-una din aceste cetăți. Titus Livius a bănuit că carnuții au fost printre triburile care au invadat Italia împreuna cu Bellovesus în timpul domnii lui Tarquin cel Bătrân, celelalte fiind biturigi, arverni, senoni, aedui, ambarri și aulerci.